# I Just Wanna Be Free
I Just Wanna Be Free è un singolo della cantautrice Nathalie, pubblicato il 20 ottobre 2023.

## Descrizione
Il testo in inglese è un inno alla libertà e un attacco contro gli abusi di potere rivolti contro i diritti umani e la natura, sfruttando la povertà altrui per il profitto: «Avere coscienza di queste dinamiche è il primo passo per la libertà: rivendicazione della propria libertà di scelta e autodeterminazione, della propria libertà consapevole di azione».
(Nathalie)

## Videoclip
Il videoclip, diretto da Giacomo Latorrata, è stato pubblicato il 27 novembre 2023 sul canale video del quotidiano la Repubblica nella rubrica La scena nuova.